# مقبرة ليتشاكيف
مقبرة ليتشاكيف (بالأوكرانية: Личаківський цвинтар)‏ (بالبولندية: Cmentarz Łyczakowski we Lwowie)‏، رسميًا متحف ومحمية الدولة للتاريخ والثقافة"مقبرة ليتشاكيف"(بالأوكرانية: Державний історико-культурний музей-заповідник «Лича́ківський цви́нтар»)‏، هي مقبرة تاريخية في لفيف، أوكرانيا.

## التاريخ
منذ إنشائها في 1787، كانت المقبرة الرئيسية للنخبة المثقفة والطبقة الوسطى والعليا في المدينة. في البداية كانت المقبرة تقع على عدة تلال في حي ليتشاكيف، عقب المرسوم الإمبراطوري النمساوي المجري(كانت المدينة تقع في النمسا-المجر في ذلك الوقت؛ الذي يأمر بنقل جميع المقابر خارج حدود المدينة.